# Pico Negrão
O Pico Negrão é uma elevação portuguesa localizada na freguesia açoriana da Serreta, concelho de Angra do Heroísmo, ilha Terceira, arquipélago dos Açores.
Este acidente montanhoso de origem vulcânica encontra-se geograficamente localizado na parte Oeste da ilha Terceira, eleva-se a 640 metros de altitude acima do nível do mar e encontra-se intimamente relacionado com a formação geológica dos contrafortes do vulcão da Serra de Santa Bárbara do qual faz parte, fazendo com esta montanha parte da maior formação geológica da ilha Terceira que se eleva a 1021 metros acima do nível do mar e faz parte do conjunto montanhoso denominado como Serra de Santa Bárbara.
Junto a esta formação geológica passa a Ribeira de Além que depois de atravessar a freguesia da Serreta se precipita no mar caindo do cimo de uma falésia de mais de 127 metros de altura. Próximo do promontório da Ponta do Queimado, e do Farol da Serreta.